# Stratencircuit Vancouver
Het Stratencircuit van Vancouver is een racecircuit gelegen in de Canadese stad Vancouver nabij het BC Place Stadium. Van 1990 tot 2004 werd er jaarlijks een Champ Car race georganiseerd. Na 2004 werden geen wedstrijden meer gehouden op het niet-permanent circuit. Recordhouder op het circuit is Al Unser Jr. met vier overwinningen. Michael Andretti en thuisrijder Paul Tracy wonnen elk drie keer.

## Winnaars
Winnaars op het circuit voor een race uit de Champ Car-kalender.
| Jaar | Rijder             |
| ---- | ------------------ |
| 1990 | Al Unser Jr.       |
| 1991 | Michael Andretti   |
| 1992 | Michael Andretti   |
| 1993 | Al Unser Jr.       |
| 1994 | Al Unser Jr.       |
| 1995 | Al Unser Jr.       |
| 1996 | Michael Andretti   |
| 1997 | Mauricio Gugelmin  |
| 1998 | Dario Franchitti   |
| 1999 | Juan Pablo Montoya |
| 2000 | Paul Tracy         |
| 2001 | Roberto Moreno     |
| 2002 | Dario Franchitti   |
| 2003 | Paul Tracy         |
| 2004 | Paul Tracy         |